# Acaco
Acaco (in greco antico: Ἄκακος?, Ákakos) è un personaggio della mitologia greca. Accudì Ermes infante.

## Genealogia
Figlio di Licaone.
Non risulta essere stato sposato o padre.

## Mitologia
Maia diede alla luce Ermes in una caverna del Monte Cillene in Arcadia ed Acaco ne divenne il padre adottivo e lo crebbe. 

Acaco è ritenuto anche il fondatore di Acacesio, città di cui divenne re.